# Jean Poskin
 (mai 2017).
Si vous disposez d'ouvrages ou d'articles de référence ou si vous connaissez des sites web de qualité traitant du thème abordé ici, merci de compléter l'article en donnant les références utiles à sa vérifiabilité et en les liant à la section « Notes et références ».
Jean Poskin, né le 11 mai 1916 à Ougrée et mort le 15 juillet 1998  à Liège, est un architecte belge, actif principalement dans la région liégeoise. En collaboration avec Henri Bonhomme, il est l'auteur de nombreux immeubles à appartements à Liège, ainsi que des trois premiers gratte-ciel de Liège (« Tour Simenon » en 1963, Cité administrative en 1967, et « Tour Kennedy » en 1970).
Il est inhumé au Cimetière de Sainte-Walburge à Liège.

## Réalisations
- 1941 : Résidence en face du parc, rue du Chera, 17 à Liège.
- 1952 : Résidence Emile Verhaeren, quai de Rome, 70 à Liège.
- 1956 environ : Résidence César Franck, à l'angle du quai de Rome et de la rue du Vieux Mayeur, à Liège (avec une œuvre de Jean Rets sur la façade).
- 1959 environ :
  - Résidence Jean Delcour, rue Charles Magnette, à Liège.
  - Résidence Europe, rue du Vieux Mayeur, 12-18, à Liège.
- 1960 environ : Galerie et résidence Cathédrale, à l'angle de la rue Charles Magnette et de la place de la Cathédrale, à Liège.
- 1961 environ :
  - Immeuble de bureaux Linalux, boulevard Émile de Laveleye, 64, à Liège (avec Henri Bonhomme).
  - Résidence Le Régina, rue Pont d'Avroy, à Liège.
- 1963 : Résidence Georges Simenon, rue Méan à Liège (avec Henri Bonhomme)[1].
- 1967 : Cité administrative de la Ville de Liège, Potiérue à Liège (avec Henri Bonhomme)[1].
- 1970 : Complexe des Chiroux (comprenant la tour Kennedy), rue André Dumont, à Liège (avec Henri Bonhomme)[1].